# Legwan morski
Legwan morski (Amblyrhynchus cristatus) – gatunek gada z rodziny legwanów, występującego jedynie na Wyspach Galapagos (Ekwador). Jest jedyną żyjącą jaszczurką spędzającą czas w środowisku morskim. Poszukuje alg, które stanowią prawie całą jego dietę. Duże samce są w stanie nurkować w poszukiwaniu tego źródła pożywienia, podczas gdy samice i mniejsze samce żerują podczas odpływu w strefie pływów. Żyją one głównie w koloniach na skalistych wybrzeżach, gdzie odpoczywają po pobycie w stosunkowo zimnej wodzie lub w strefie pływów, ale można je również spotkać na bagnach, mokradłach namorzynowych i plażach. Duże samce bronią terytoriów przez krótki okres, ale mniejsze samce mają inne strategie lęgowe. Po zapłodnieniu samica wykopuje w ziemi otwór na gniazdo, w którym składa jaja, pozostawiając je do wylęgu na kilka miesięcy.

## Taksonomia i ewolucja
Legwan morski został po raz pierwszy opisany w 1825 roku przez Thomasa Bella jako Amblyrhynchus cristatus. Rozpoznał on kilka jego charakterystycznych cech, ale wierzył, że okaz, który otrzymał pochodził z Meksyku.
Jego nazwa rodzajowa, Amblyrhynchus, jest połączeniem dwóch greckich słów, Ambly- od Amblus (ἀμβλυ) oznaczającego „stępiony” i rhynchus (ρυγχος) oznaczającego „pysk”. Jego nazwa gatunkowa pochodzi od łacińskiego słowa cristatus oznaczającego „grzebień” i odnosi się do niewielkiego grzebienia z kolcami wzdłuż grzbietu zwierzęcia.
Amblyrhynchus jest rodzajem monotypowym, posiadającym tylko jeden gatunek – Amblyrhynchus cristatus.

### Ewolucja
Naukowcy stawiają tezę, że legwany lądowe (rodzaj Conolophus) i legwany morskie wyewoluowały od wspólnego przodka po przybyciu na wyspy z Ameryki Środkowej lub Południowej, przypuszczalnie na naturalnych tratwach. Legwany lądowe i morskie z Galapagos tworzą klad, którego najbliższymi krewnymi są legwany Ctenosaura z Meksyku i Ameryki Środkowej. Na podstawie badań, które opierały się na mtDNA, szacuje się, że legwan morski wyodrębnił się z legwanów lądowych około 8-10 milionów lat temu, czyli wcześniej niż którykolwiek z żyjących na wyspach Galapagos. Dlatego też tradycyjnie uważano, że gatunki macierzyste zamieszkiwały te części wulkanicznego archipelagu, które obecnie są zatopione. Jednak nowsze badania, które obejmowały zarówno mtDNA, jak i nDNA, wskazują, że rozdzieliły się one około 4,5 mln lat temu, co jest bliskie wiekowi najstarszych istniejących wysp Galapagos (Española i San Cristóbal).
Legwan morski i legwan lądowy z Galapagos nadal utrzymują zdolność do krzyżowania się z sobą, mimo że dzieliły je miliony lat i należą do różnych rodzajów. Znane są przypadki hybrydyzacji w miejscach, gdzie ich zasięgi się pokrywają, co prowadzi do powstania tzw. legwana hybrydowego. Jest to bardzo rzadkie i zostało udokumentowane tylko kilka razy na South Plaza, maleńkiej wyspie, gdzie zwykle oddzielone terytoria lęgowe i okresy lęgowe obu gatunków pokrywają się. Hybrydy mają cechy pośrednie, pozostają na lądzie i są bezpłodne.
Istnieje jeden potwierdzony przypadek legwana morskiego poza Wyspami Galapagos; w 2014 roku osobnik pojawił się na Isla de la Plata w pobliżu ekwadorskiego stałego lądu.

### Podgatunki
Tradycyjnie uznaje się siedem lub osiem podgatunków legwana morskiego, wymienionych alfabetycznie:
- A. c. albemarlensis Eibl-Eibesfeldt, 1962 – Isabela
- A. c. ater Gray, 1831 (nie zawsze rozpoznawany jako podgatunek) – Pinzón
- A. c. cristatus Bell, 1825 – Fernandina
- A. c. hassi Eibl-Eibesfeldt, 1962 – Santa Cruz
- A. c. mertensi Eibl-Eibesfeldt, 1962 – San Cristóbal i Santiago
- A. c. nanus Garman, 1892 – Genovesa
- A. c. sielmanni Eibl-Eibesfeldt, 1962 – Pinta
- A. c. venustissimus Eibl-Eibesfeldt, 1956 – Española, wyspa Gardener

W 2017 r. pierwszy od ponad 50 lat kompleksowy przegląd taksonomiczny gatunku przyniósł kolejne wnioski oparte na dowodach morfologicznych i genetycznych, w tym rozpoznanie pięciu nowych podgatunków (trzy z nich to populacje z małych wysp, które nie były wcześniej przypisane do żadnego podgatunku):
- A. c. cristatus Bell, 1825 (albermarlensis i ater to synonimy) – Isabela i Fernandina
- A. c. godzilla Miralles et al., 2017 – północno-wschodnia część wyspy San Cristóbal
- A. c. hassi Eibl-Eibesfeldt, 1962 – Santa Cruz i mniejsze przyległe wyspy, takie jak Baltra
- A. c. hayampi Miralles et al., 2017 – Marchena
- A. c. jeffreysi Miralles et al., 2017 – Wolf, Darwin i Roca Redonda
- A. c. mertensi Eibl-Eibesfeldt, 1962 – południowo-zachodnia część wyspy San Cristóbal
- A. c. nanus Garman, 1892 – Genovesa
- A. c. sielmanni Eibl-Eibesfeldt, 1962 – Pinta
- A. c. trillmichi Miralles et al., 2017 – Santa Fé
- A. c. venustissimus Eibl-Eibesfeldt, 1956 – Española (włączając przylegającą niewielką wyspę Gardener) i Floreana
- A. c. wikelskii Miralles et al., 2017 – Santiago i mniejsze przyległe wyspy, takie jak wyspa Rábida

## Wygląd
Od głowy do ogona przez środek grzbietu biegnie ciągły, ząbkowany, skórny grzebień o rogowych kolcach. Całe ciało jest ciemne, szaroczarne, z jasnopopielatymi lub ceglastoczerwonymi plamami układającymi się w poprzeczne pręgi.
Krótki, stępiony nos jest przystosowany do jedzenia alg rosnących na podwodnych skałach. Spłaszczony ogon znakomicie ułatwia pływanie. Nogi zakończone są ostrymi pazurami. Nadmiar soli z wody morskiej usuwany jest z krwi gada przez specjalne gruczoły połączone z nozdrzami tak, że co jakiś czas wydmuchują obłoki pary z nozdrzy, przez co kojarzyć się mogą z legendarnymi smokami ziejącymi ogniem.

### Rozmiary
Długość ciała około 130 cm, z czego na ogon przypada około 80 cm.
Masa ciała do 12 kg

## Występowanie
Nadmorskie skały wulkaniczne nad podmorskimi łąkami alg.
Gatunek endemiczny zasiedlający tylko wyspy Galapagos.

## Zachowanie
Na lądzie ospałe, towarzysko spędzają czas na wygrzewaniu się w słońcu w skupiskach do 4500 osobników przez milę, tak gęsto, że trudno jest znaleźć między nimi wolny kawałek lądu, by postawić stopę. Co jakiś czas skaczą ze skał do wody, gdzie doskonale pływają i nurkują do dna, aby zrywać pyskiem i od razu połykać rosnące tam rośliny. Gdy się najedzą, wypływają na brzeg, aby znowu wygrzewać się w słońcu po kąpieli w chłodnawej wodzie. Te łagodne zwierzęta są bezbronne wobec rekinów i innych dużych ryb.

### Pokarm
Morskie wodorosty zwłaszcza morszczyny, choć zdarza im się zjeść skorupiaka lub owada.

### Rozmnażanie
W porze godowej samce bronią swoich terytoriów na lądzie, gdzie kopulują z samicami. Samice składają jaja do wykopanych jam. Wylęgłe młode są czarne i z czasem, w miarę dojrzewania, nabierają kolory dorosłych osobników.